# Gösta Wennström
Gösta Emanuel Wennström, född 15 april 1901 i Norrköping, död 12 augusti 1989, var en svensk fackföreningsman och kommunalpolitiker (socialdemokrat).
Wennström var springpojke 1914–1916 och verkstadsarbetare 1916–1932. Han var styrelseledamot i Svenska textilarbetareförbundet från 1926, ombudsman där 1932–1933 och ordförande 1934–1950. Han invaldes i Norrköpings stadsfullmäktige 1931 och var ordförande där 1943–1950. Han var i Stockholm t.f. borgarråd för personalroteln 1949, borgarråd för fastighetsroteln 1950–1958 och vice ordförande i Stockholms stadskollegium 1958–1966.

## Filmografi
- 1948 – Textilarna